# Bakgearsolie
Bakgearsolie er en imaginær olie.
Det bliver brugt af svende på autoværksteder til at sende lærlinge på fupærinder for at gøre dem til grin.
Hvis nogen spørger hvad bakgearsolie er for noget og hvad man bruger det til kan man risikere at få følgende humoristiske forklaring:
"Transmissionsolie der kan tåle at køre begge veje. Der findes forskellige typer og kvaliteter bakgearsolier, til f.eks sommer- og vinterbakning, by- og motorvejsbakning, veteran- og racerbakning samt almindelig hverdagsbakning."